# Internationale Feuerwehrsportwettkampfmedaille
Die Internationale Feuerwehrsportwettkampfmedaille wird alle vier Jahre anlässlich der Internationalen Feuerwehrsportwettkämpfen (Weltmeisterschaften) durch den Präsidenten des Internationalen technischen Komitees für vorbeugenden Brandschutz und Feuerlöschwesen (CTIF) verliehen.

## Gestaltung
Die Internationale Feuerwehrsportwettkampfmedaille besteht aus einer runden Medaillenfläche, auf dem das Feuerwehr-Signet, die Jahreszahl und der Austragungsort der Internationalen Feuerwehrsportwettkämpfen mit dem Schriftzug des CTIF abgebildet sind. Die Siegermedaille hängt an einem Medaillenband in Nationalfarben des Ausrichterlandes.

## Stufen
Die Internationale Feuerwehrsportwettkampfmedaille wird in folgenden Stufen verliehen:
- in Gold (Weltmeister),
- in Silber,
- in Bronze.

## Voraussetzungen und Verleihung
Für die drei besten Wettkämpfer in den Disziplinen 100-Meter-Hindernislauf, Hakenleitersteigen sowie in der Zweikampfwertung werden je eine Gold-, Silber- oder Bronzemedaille verliehen.
In den Mannschaftswertungen der Einzeldisziplinen 100-Meter-Hindernislauf sowie im Hakenleitersteigen werden den gestarteten Wettkämpfern der Mannschaften auf den ersten drei Plätzen je eine Gold-, Silber- oder Bronzemedaille sowie eine Urkunde für die Mannschaft überreicht.
Alle Wettkämpfer der besten drei Staffeln bzw. Löschangriff-Mannschaften jeder Wertungsgruppe sowie je ein Trainer dieser Gruppen erhalten je eine Gold-, Silber- oder Bronzemedaille.
Zu jeder Medaille wird eine entsprechende Urkunde in der Sprache des Ausrichterlandes ausgestellt und übergeben. Die Urkunde ist unterzeichnet vom Präsidenten, Vizepräsidenten und Wettkampfleiter des CTIF sowie vom Schirmherrn der internationalen Großveranstaltung.

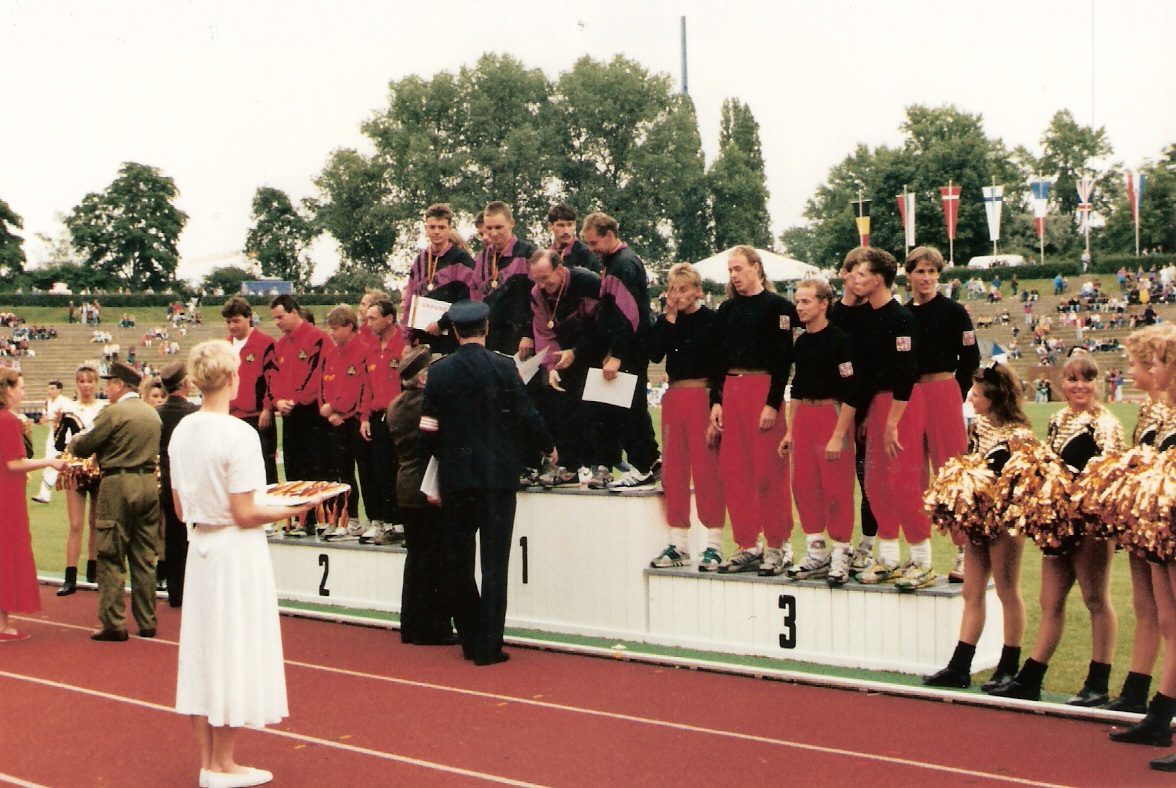
Berlin 1993: Verleihung der Feuerwehrsportwettkampfmedaille im Löschangriff FF – 1. Platz: Feuerwehr Beselich-Obertiefenbach